# Водопадный (ручей)
Водопадный — малый приток Томи. Направление течения — юго-западное, длина около 2,8 км.
Ручей Водопадный — памятник природы Новокузнецка, расположен в 150 метрах от станции Топольники в Кузнецком районе. Его высота — три с половиной метра. Здесь впервые нашли каменный уголь в 1739 году, и в начале XX века была открыта первая кузнецкая шахта.
Берёт начало на Становой гриве в Кузнецком районе Новокузнецка, в садовом товариществе «Медик». Источник-родник представляет чашку 1×1,2 м глубиной 0,32 м, выстлана глиной. В северо-восточной части родника есть несколько выходов грунтовых вод. Родник оборудован для забора воды: есть лесенка, помост, общая воронка. Вода в роднике кристально чистая; даже в 30-ти градусную жару она не прогревается выше +7 °C.
Ручей течёт примерно 200 метров до запруды, называемым в народе Пятое озеро.
Далее на ручье идет серия запруд, называемых озёрами. Их всего пять, номер дается снизу вверх (самое нижнее — Первое, самое верхнее — Пятое). Глубина озёр 6-7 метров.
Ручей проходит в трубу под автодорогой Кузнецк — Запсиб, проходит около Кузнецкой крепости. Здесь начинается Кузнецкий овраг. Падение ручья увеличивается, скорость достигает 0,25 м/с.
Кузнецкий водопад расположен недалеко от железной дороги, линии Водный — Островская, точнее пл. Топольники. Водопад имеет высоту 3,5 м, но сам обрыв больше — около 15 м.
Ручей утекает в трубу под железной дорогой, и в Топольниках меняет направление на юго-восточное. Через 70-90 метров он уходит под землю и исчезает.
Когда в апреле — мае Томь разливается, ручей впадает в Томь у железной дороги.